# Ushio et Tora
 (février 2020).
Ushio et Tora (うしおととら, litt. « Ushio et Tora ») est une série de manga surnaturel japonais écrite et illustrée par Kazuhiro Fujita. Il a été prépublié dans le Weekly Shōnen Sunday de Shōgakukan entre 1990 et 1996, et compilé en trente-trois volumes tankōbon.
Le manga a tout d'abord été adapté en deux séries OVA (dont un épisode parodique) produites par Pastel sortie de 1992 à 1993. En 2015, une adaptation du manga en série télévisée animée fut diffusée de juillet 2015 à juin 2016 et a été produite par MAPPA et Studio VOLN,,.
En 1992, Ushio et Tora a remporté le 37e Prix Shōgakukan pour la catégorie shōnen. En 2015, le tirage total du manga cumulait les 30 millions d'exemplaires.

## Synopsis
Ushio découvre un jour dans son sous-sol un monstre nommé Tora, qui a été « empalé » par l'un de ses ancêtres il y a 500 ans avec la Lance de Monstre. Ushio, qui n'avait jamais cru à cette histoire, constate que cette découverte va poser un problème car le monstre va libérer des énergies négatives qui vont faire apparaître des Yokais qui s'attaquent à tout le monde ! Ushio n'a plus le choix, il est obligé d'utiliser les pouvoirs de la lance pour ramener l'ordre, libérant Tora au passage.